# Penkun
Penkun é uma cidade da Alemanha localizada no distrito de Vorpommern-Greifswald, estado de Mecklemburgo-Pomerânia Ocidental.
Pertence ao Amt de Löcknitz-Penkun.